# Frătești
Frătești là một xã thuộc hạt Giurgiu, România. Dân số thời điểm năm 2002 là 5614 người.